# 扎帕京齊 (列季奇夫區)
49°29′52″N 27°28′41″E / 49.49778°N 27.47806°E
扎帕丁齊（烏克蘭語：Западинці）是位於烏克蘭西部的村莊，由赫梅利尼茨基州裡赫梅利尼茨基區的梅吉比日市鎮負責管轄。該村始建於十六世紀，面積1.85平方公里，海拔高度338米，2001年人口395，人口密度每平方公里213.9人。